# Tropicophanes wieringai
Tropicophanes wieringai är en skalbaggsart som beskrevs av Karl Adlbauer 2006. Tropicophanes wieringai ingår i släktet Tropicophanes och familjen långhorningar.
Artens utbredningsområde är Gabon. Inga underarter finns listade i Catalogue of Life.